# Geweldloosheid

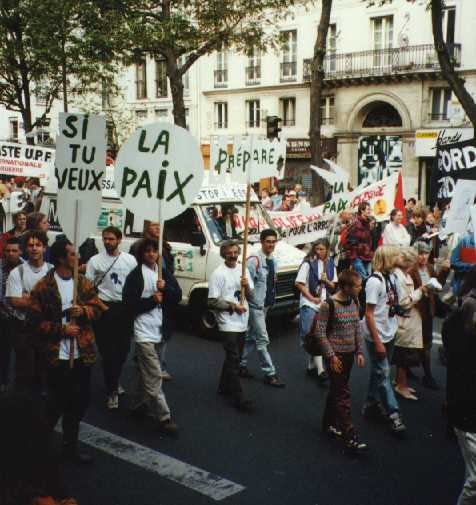
Franse demonstratie tegen geweld

Geweldloosheid is een ideologie over moraal, macht en conflicten die het gebruik van geweld verwerpt bij acties om sociale of politieke doelen te bereiken. Hoewel de term geweldloosheid dikwijls gebruikt wordt als synoniem van pacifisme, heeft hij toch zijn eigen betekenis gekregen sinds de tweede helft van de 20e eeuw.
Als techniek voor de sociale strijd is geweldloosheid het meest geassocieerd met de campagne voor Indiase onafhankelijkheid geleid door Mahatma Gandhi, en de strijd voor burgerrechten voor Afro-Amerikanen geleid door Martin Luther King. Mahatma Gandhi was een grote inspiratie voor de veertiende dalai lama Tenzin Gyatso die de strijd voor autonomie in Tibet eveneens geweldloos voert. Ook de geweldloze Zingende revolutie (1988-1991), waardoor de Baltische staten hun onafhankelijkheid herkregen, was door Gandhi geïnspireerd.

## Mogelijke oorsprong vanuit religieus oogpunt
- Jezus moedigde iedereen aan om "zijn vijand lief te hebben als zichzelf" in de Bergrede.
- Het taoïstisch concept van wu wei of "niet-handelen", eveneens aanwezig in aikido.
- Het boeddhistisch principe metta.
- Ahimsa of "geweldvrijheid", een concept aanwezig in jaïnisme, boeddhisme, hindoeïsme en sikhisme.

## Boeken
- Pat Patfoort, Verdediging zonder aanval. De kracht van de geweldloosheid, 2006, ISBN 9789059243897